# Liga I
La Liga 1, anteriormente conocida como Divizia A y actualmente conocida como Superliga por razones de patrocinio, es la máxima categoría entre clubes de fútbol de Rumania. Se juega desde 1909, y participan en ella 16 clubes. El campeonato es organizado por la Liga Profesionistă de Fotbal (LPF) y desde la temporada 2006-07 se denomina Liga I. El cambio de nombre se debe a que la marca Divizia A fue registrada anteriormente por otra empresa.
El sistema consiste en partidos de ida y vuelta, siguiendo un calendario establecido por la Federación Rumana de Fútbol, y el que obtenga la mayor cantidad de puntos será el campeón de liga. Desde 2021, el campeón se clasifica para la segunda ronda previa de la Liga de Campeones de la UEFA. El subcampeón y el tercer clasificado jugarán la ronda previa de la Liga Europa Conferencia de la UEFA. Los dos últimos descienden a la Liga II, mientras que los puestos 13 y 14 juegan una promoción para evitar el descenso con el tercer y cuarto clasificado de la Liga II.
En 2022 el Campeonato de Rumania fue calificado como la decimonovena mejor liga del mundo según el ranking oficial de la Federación Internacional de Historia y Estadística de Fútbol (IFFHS).

## Historia

### Orígenes
El primer torneo oficial nacional de fútbol fue organizado en 1909 por la recién fundada Federación Rumana de Fútbol, llamada entonces Asociación de Sociedades Deportivas en Rumania (en rumano: Asociațiunea Societăților Atletice din România). Los partidos finales del primer campeonato de fútbol de Rumania, se llevaron a cabo entre diciembre de 1909 y enero de 1910 en Bucarest. Los tres clubes pioneros fueron ASC Olympia y Colentina AC (ambos de Bucarest) y el United Ploiești. Cada equipo jugó un partido contra los otros dos clubes, totalizando una serie de tres partidos disputados, y el Olympia București fue coronado campeón del primer campeonato de fútbol de Rumania. En los años siguientes, el torneo se estructuró en grupos regionales con los ganadores de cada grupo de participantes en una segunda fase, con los ganadores finales declarados campeones. Desde 1909 hasta 1921, el campeonato se organizó como una copa con el ganador siendo coronado campeón de Rumania, a excepción de entre 1916 a 1919, cuando la competencia se suspendió debido a la Primera Guerra Mundial. Los campeones de este período fueron el Olympia București, Colentina București y el AS Venus, cada uno con dos títulos, y el United Ploiești, Prahova Ploiești y Româno-Americană București con un título cada uno.

### Divizia A
La temporada 1921-1922 fue la primera vez que una liga constaba de siete equipos. El campeonato, que había sido limitado a varias ligas regionales, se convirtió en una competición nacional en 1921 con la fundación de la Divizia A y Divizia B. La temporada inaugural de la Divizia A fue ganada por el Chinezul Timișoara. Hasta la temporada 1931-32, la competencia fue dominada por Chinezul y AS Venus, con Chinezul ganando seis campeonatos y con el Venus București dos durante las 11 temporadas. La temporada 1932-33 vio el surgimiento de otro equipo exitoso, el FC Ripensia Timișoara, que junto con sus rivales los del Venus, ganó ocho de los nueve campeonatos antes de que la competición fuese suspendida en 1941 debido a la Segunda Guerra Mundial.
Los años de la posguerra fueron dominados por el CCA Bucarest, FC UTA y FC Petrolul Ploiești. La década de 1960 vio el surgimiento gradual del FC Dinamo București, con la ayuda de los delanteros Gheorghe Ene y Florea Dumitrache, quienes se convirtieron en unos de los mejores goleadores del fútbol rumano. La década de 1970 vio el surgimiento de Dudu Georgescu, del Dinamo București, que fue máximo goleador de la Divizia A durante cuatro temporadas entre 1974 y 1978. Georgescu anotó un impresionante registro de 156 goles y ganó la Bota de Oro europea (para el máximo goleador de Europa) en dos ocasiones, en 1975 y 1977. El Dinamo București también tuvo dos ganadores de Bota de Oro: en la temporada 1986-87 Rodion Cămătaru y en la temporada 1988-89 Dorin Mateuț, siendo este el último ganador de Rumania de este trofeo. Desde la temporada 1959-60 hasta el final a la temporada 1999-2000 todos los campeonatos de la liga fueron ganados por solo siete equipos: FC FCSB (16 títulos), Dinamo București (14 títulos), Universitatea Craiova CS (4 títulos), Rapid FC, FC Argeș Pitești y FC UTA Arad (2 títulos cada uno) y Petrolul Ploiești (un título). El comienzo de la década de 2000 fueron dominados por los equipos de la capital, Bucarest, el Steaua, el Dinamo y el Rapid ganaron todos los títulos de liga entre 2000 y 2007, con el Steaua y el Dinamo ganando tres títulos cada uno, y el Rapid un título.
El FC Dinamo București fue el primer equipo rumano en acceder a la Copa de Europa en la temporada 1956-57 y el Universitatea Craiova CS fue el último equipo de Rumania en clasificarse en la temporada 1991-92, antes de que la competición cambiase su nombre a Liga de Campeones de la UEFA. Los equipos rumanos se han clasificado en 35 de las 37 temporadas de la Copa de Europa y el Dinamo București es el equipo con más presencias al sumar 13 apariciones, seguido del FC FCSB con 10 apariciones, el Universitatea Craiova con cuatro apariciones, FC Petrolul Ploiești con tres apariciones, FC UTA y el FC Argeș Pitești con dos apariencias y el Rapid FC con una participación. Los resultados más importantes para un equipo rumano en esta competición los logró el Steaua București, que se proclamó campeón de Europa en la temporada 1985-86, y llegó a una semifinal en la temporada 1987-88 y a otra final en la temporada 1988-89. Otros logros importantes los protagonizó el Universitatea Craiova, que alcanzó los cuartos de final en la temporada 1981-82 y el Dinamo București, que alcanzó las semifinales en la temporada 1983-84. Sin embargo, desde el cambio del formato en 1992-93 con el formato actual de la Liga de Campeones, los campeones rumanos han logrado un éxito limitado, con el Steaua capaz de llegar a la fase de grupos en 1994-95, 1995-1996, 1996-1997, 2006-07, 2007-08 y 2008-09; el FC CFR Cluj llegó también a la fase de grupos en 2008-09 (el único año con dos equipos rumanos en la fase de grupos) y 2010-11, FC Unirea Urziceni en 2009-10 y el FC Otelul Galati en 2011-12.

### Liga I
Al comienzo de la temporada 2006-07 la competición se vio obligada a cambiar su nombre de Divizia A a Liga I debido a una disputa de marca sobre el nombre Divizia A. El 15 de mayo de 2006, la Federación Rumana de Fútbol decidió cambiar el nombre de la Primera Liga por el de Liga I, que también afectó a las ligas menores, por lo que Divizia B se convirtió en la Liga II, la Divizia C pasó a ser Liga III, y así sucesivamente. La temporada 2006-07 fue la decimosexta vez consecutiva que un equipo de Bucarest ganaba el campeonato, con el FC Dinamo București campeón del título. Tanto 2007-08 y 2008-09 se vieron nuevos ganadores de liga con el FC CFR Cluj y el FC Unirea Urziceni, respectivamente, que fueron coronados como campeones por primera vez. El CFR Cluj ganó su segundo campeonato en 2009-10, mientras que en 2010-11 lo ganó por primera vez en su historia el FC Oțelul Galați.
Los ganadores de la temporada 2007-08, el FC CFR Cluj, se clasificaron directamente a la fase de grupos de la temporada 2008-09 de la Liga de Campeones de la UEFA, y el primer equipo (que no era el FC FCSB) para clasificarse a esta etapa desde el inicio del nuevo formato de la Liga de Campeones en 1992-93. Los campeones de la temporada 2009-10, así como los de la temporada 2010-11, se aseguraron, también, un lugar en la clasificación directa para la fase de grupos. Los mejores resultados en la fase de grupos los obtuvo el CFR Cluj en la Liga de Campeones 2012–13, con 10 puntos y el tercer lugar en un grupo con el Manchester United FC, SC Braga y Galatasaray SK.
El FC FCSB se proclamó campeón de la edición 2012–13 y puso, así, fin a una racha de cinco temporadas consecutivas en la que ningún equipo de Bucarest consiguió ganar el título de liga tras el título de liga del FC Dinamo de Bucarest en la temporada 2006–07. El Steaua Bucuresti prolongó su hegemonía al sumar un segundo título consecutivo en la edición 2013–14, el 25.º de su historia.
La Liga Profesionistă de Fotbal (LPF) anunció en que en la temporada 2015–16 la Liga I pasará a estar formada por 14 equipos en lugar de los 18 que solía presentar.

## Temporada 2025–26
| Club                          | Ciudad         | Estadio                            | Capacidad |
| ----------------------------- | -------------- | ---------------------------------- | --------- |
| FC Argeș Pitești              | Pitești        | Stadionul Orășenesc (Mioveni)      | 10.000    |
| FC Botoșani                   | Botoșani       | Stadionul Municipal Botoşani       | 12.000    |
| CFR Cluj                      | Cluj-Napoca    | Stadionul Dr. Constantin Rădulescu | 23.500    |
| FK Csíkszereda Miercurea Ciuc | Miercurea Ciuc | Stadionul Municipal Miercurea Ciuc | 4.000     |
| Dinamo București              | Bucarest       | Arena Națională                    | 55.634    |
| FC Farul Constanța            | Constanța      | Stadionul Farul                    | 15.500    |
| Rapid București               | Bucarest       | Estadio Rapid-Giulești             | 14.100    |
| FC Steaua București           | Bucarest       | Estadio Steaua                     | 31.600    |
| FC Hermannstadt               | Sibiu          | Estadio Municipal de Sibiu         | 14.200    |
| FC Metaloglobus București     | Bucarest       | Stadionul Metaloglobus             | 1.000     |
| Otelul Galati                 | Galați         | Estadio Oțelul                     | 13.000    |
| FC Petrolul Ploiești          | Ploiești       | Estadio Ilie Oană                  | 15.500    |
| Unirea Slobozia               | Slobozia       | Estadio Nicolae Dobrin             | 6.000     |
| U Craiova 1948                | Craiova        | Stadionul Ion Oblemenco            | 30.983    |
| Universitatea Cluj            | Cluj-Napoca    | Cluj Arena                         | 30.201    |
| FC UTA Arad                   | Arad           | Estadio Francisc von Neumann       | 12.700    |

## Palmarés
| Temporada                                                                            | Campeón                    | Subcampeón                      | Tercero                         | Máximo goleador                                         | Club                                                         | Goles |
| ------------------------------------------------------------------------------------ | -------------------------- | ------------------------------- | ------------------------------- | ------------------------------------------------------- | ------------------------------------------------------------ | ----- |
| 1909-10                                                                              | ASC Olympia                | Colentina AC București          | United Ploiesti                 | Bandera de ?                                            |                                                              | -     |
| 1910-11                                                                              | ASC Olympia                | United Ploiesti                 | Colentina AC București          | Bandera de ?                                            |                                                              | -     |
| 1911-12                                                                              | United Ploiesti            | ASC Olympia                     | Colentina AC București          | Bandera de ?                                            |                                                              | -     |
| 1912-13                                                                              | Colentina AC București     | CA București                    | Bukarester FC                   | Bandera de ?                                            |                                                              | -     |
| 1913-14                                                                              | Colentina AC București     | Bukarester FC                   | CA București                    | Bandera de ?                                            |                                                              | -     |
| 1914-15                                                                              | Româno-Americană București | Colentina AC Bucureşti          | Bukarester FC                   | Bandera de ?                                            |                                                              | -     |
| 1915-16                                                                              | Prahova Ploiesti           | Bukarester FC                   | CS Colțea București             | Bandera de ?                                            |                                                              | -     |
| Campeonato suspendido debido a la Primera Guerra Mundial.                            |                            |                                 |                                 |                                                         |                                                              |       |
| 1919-20                                                                              | AS Venus                   | Unirea Tricolor București       | CS Colțea București             | Bandera de ?                                            |                                                              | -     |
| 1920-21                                                                              | AS Venus                   | Unirea Tricolor București       | Prahova Ploiesti                | Bandera de ?                                            |                                                              | -     |
| Liga Nacional de Rumanía                                                             |                            |                                 |                                 |                                                         |                                                              |       |
| 1921-22                                                                              | Chinezul Timișoara         | Victoria Cluj                   | AMEF Arad                       | Bandera de ?                                            |                                                              | -     |
| 1922-23                                                                              | Chinezul Timișoara         | Victoria Cluj                   | AS Venus                        | Bandera de ?                                            |                                                              | -     |
| 1923-24                                                                              | Chinezul Timișoara         | CA Oradea                       | CS Mureșul Târgu Mureș          | Bandera de ?                                            |                                                              | -     |
| 1924-25                                                                              | Chinezul Timișoara         | UCAS Petroșani                  | Jahn Cernăuți                   | Bandera de ?                                            |                                                              | -     |
| 1925-26                                                                              | Chinezul Timișoara         | Juventus București              | AMEF Arad                       | Bandera de ?                                            |                                                              | -     |
| 1926-27                                                                              | Chinezul Timișoara         | Colțea Brașov                   | Unirea Tricolor București       | Bandera de ?                                            |                                                              | -     |
| 1927-28                                                                              | Colțea Brașov              | UCAS Petroșani                  | Mihai Viteazul Chișinău         | Bandera de ?                                            |                                                              | -     |
| 1928-29                                                                              | AS Venus                   | România Cluj                    | Banatul Timișoara               | Bandera de ?                                            |                                                              | -     |
| 1929-30                                                                              | Juventus București         | Gloria CFR Arad                 | FC Universitatea Cluj           | Bandera de ?                                            |                                                              | -     |
| 1930-31                                                                              | UD Reșița                  | SG Sibiu                        | Prahova Ploiești                | Bandera de ?                                            |                                                              | -     |
| 1931-32                                                                              | AS Venus                   | UD Reșița                       | CS Mureșul Târgu Mureș          | Bandera de ?                                            |                                                              | -     |
| 1932-33                                                                              | FC Ripensia Timișoara      | FC Universitatea Cluj           | CFR București                   | Ștefan Dobay                                            | FC Ripensia Timișoara                                        | 16    |
| 1933-34                                                                              | AS Venus                   | FC Ripensia Timișoara           | Unirea Tricolor București       | Ștefan Dobay                                            | FC Ripensia Timișoara                                        | 25    |
| 1934-35                                                                              | FC Ripensia Timișoara      | CA Oradea                       | AS Venus                        | Ștefan Dobay                                            | FC Ripensia Timișoara                                        | 24    |
| 1935-36                                                                              | FC Ripensia Timișoara      | AMEF Arad                       | Juventus București              | Ștefan Barbu                                            | CFR București                                                | 23    |
| 1936-37                                                                              | AS Venus                   | Rapid București                 | FC Ripensia Timișoara           | Ștefan Dobay Traian Iordache                            | FC Ripensia Timișoara Unirea Tricolor București              | 21    |
| 1937-38                                                                              | FC Ripensia Timișoara      | Rapid București                 | AS Venus                        | Ludovic Thierjung                                       | Chinezul Timișoara                                           | 22    |
| 1938-39                                                                              | AS Venus                   | FC Ripensia Timișoara           | AMEF Arad                       | Adalbert Marksteiner                                    | FC Ripensia Timișoara                                        | 21    |
| 1939-40                                                                              | AS Venus                   | Rapid București                 | Sportul Studențesc București    | István Avar                                             | Rapid București                                              | 21    |
| 1940-41                                                                              | Unirea Tricolor București  | Rapid București                 | FC Ripensia Timișoara           | Valeriu Niculescu Ion Bogdan                            | Unirea Tricolor București Rapid București                    | 21    |
| Campeonato suspendido debido a la inclusión de Rumania en la Segunda Guerra Mundial. |                            |                                 |                                 |                                                         |                                                              |       |
| 1946-47                                                                              | ITA Arad                   | FC Carmen București             | FC CFR Timișoara                | Ladislau Bonyhádi                                       | ITA Arad                                                     | 26    |
| 1947-48                                                                              | ITA Arad                   | FC CFR Timișoara                | CFR București                   | Ladislau Bonyhádi                                       | ITA Arad                                                     | 49    |
| 1948-49                                                                              | ICO Oradea                 | CFR București                   | Jiul Petroșani                  | Gheorghe Váczi                                          | ICO Oradea                                                   | 24    |
| 1950                                                                                 | Flamura Roșie Arad         | Locomotiva GR București         | Știința Timișoara               | Andrei Rădulescu                                        | Locomotiva GR București                                      | 18    |
| 1951                                                                                 | CCA București              | FC Dinamo București             | Progresul Oradea                | Gheorghe Váczi                                          | Progresul Oradea                                             | 23    |
| 1952                                                                                 | CCA București              | FC Dinamo București             | CA Câmpulung Moldovenesc        | Titus Ozon                                              | FC Dinamo București                                          | 17    |
| 1953                                                                                 | CCA București              | FC Dinamo București             | Flamura Roșie Arad              | Titus Ozon                                              | FC Dinamo București                                          | 12    |
| 1954                                                                                 | Flamura Roșie Arad         | CCA București                   | FC Dinamo București             | Alexandru Ene                                           | FC Dinamo București                                          | 20    |
| 1955                                                                                 | FC Dinamo București        | Flacăra Ploiești                | Progresul FB București          | Ion Ciosescu                                            | Știința Timișoara                                            | 18    |
| 1956                                                                                 | CCA București              | FC Dinamo București             | Știința Timișoara               | Ion Alecsandrescu                                       | CCA București                                                | 18    |
| 1957-58                                                                              | FC Petrolul Ploiești       | CCA București                   | Știința Timișoara               | Ion Ciosescu                                            | Știința Timișoara                                            | 21    |
| 1958-59                                                                              | FC Petrolul Ploiești       | FC Dinamo București             | CCA București                   | Gheorghe Ene                                            | Rapid FC                                                     | 17    |
| 1959-60                                                                              | CCA București              | Steagul Roșu Brașov             | FC Petrolul Ploiești            | Gheorghe Constantin                                     | CCA București                                                | 20    |
| 1960-61                                                                              | CCA București              | FC Dinamo București             | Rapid FC                        | Gheorghe Constantin                                     | CCA București                                                | 22    |
| 1961-62                                                                              | FC Dinamo București        | FC Petrolul Ploiești            | Progresul București             | Gheorghe Constantin                                     | CSA Steaua București                                         | 24    |
| 1962-63                                                                              | FC Dinamo București        | CSA Steaua București            | Știința Timișoara               | Ion Ionescu                                             | Rapid FC                                                     | 20    |
| 1963-64                                                                              | FC Dinamo București        | Rapid FC                        | CSA Steaua București            | Constantin Frățilă Cornel Pavlovici                     | FC Dinamo București CSA Steaua București                     | 19    |
| 1964-65                                                                              | FC Dinamo București        | Rapid FC                        | CSA Steaua București            | Mihai Adam                                              | Știința Cluj                                                 | 18    |
| 1965-66                                                                              | FC Petrolul Ploiești       | Rapid FC                        | FC Dinamo București             | Ion Ionescu                                             | Rapid FC                                                     | 24    |
| 1966-67                                                                              | Rapid FC                   | FC Dinamo București             | Universitatea Craiova CS        | Ion Oblemenco                                           | Universitatea Craiova CS                                     | 17    |
| 1967-68                                                                              | CSA Steaua București       | FC Argeș Pitești                | FC Dinamo București             | Mihai Adam                                              | Universitatea Craiova CS                                     | 15    |
| 1968-69                                                                              | FC UTA                     | FC Dinamo București             | Rapid FC                        | Florea Dumitrache                                       | FC Dinamo București                                          | 22    |
| 1969-70                                                                              | FC UTA                     | Rapid FC                        | CSA Steaua București            | Ion Oblemenco                                           | Universitatea Craiova CS                                     | 19    |
| 1970-71                                                                              | FC Dinamo București        | Rapid FC                        | CSA Steaua București            | Florea Dumitrache Gheorghe Tătaru Constantin Moldoveanu | FC Dinamo București CSA Steaua București FC Politehnica Iaşi | 15    |
| 1971-72                                                                              | FC Argeș Pitești           | FC UTA                          | FC Universitatea Cluj           | Ion Oblemenco                                           | Universitatea Craiova CS                                     | 20    |
| 1972-73                                                                              | FC Dinamo București        | Universitatea Craiova CS        | FC Argeș Pitești                | Ion Oblemenco                                           | Universitatea Craiova CS                                     | 21    |
| 1973-74                                                                              | Universitatea Craiova CS   | FC Dinamo București             | Steagul Roșu Brașov             | Mihai Adam                                              | FC CFR Cluj                                                  | 23    |
| 1974-75                                                                              | FC Dinamo București        | ASA Târgu Mureș                 | Universitatea Craiova CS        | Dudu Georgescu                                          | FC Dinamo București                                          | 33    |
| 1975-76                                                                              | CSA Steaua București       | FC Dinamo București             | ASA Târgu Mureș                 | Dudu Georgescu                                          | FC Dinamo București                                          | 31    |
| 1976-77                                                                              | FC Dinamo București        | CSA Steaua București            | Universitatea Craiova CS        | Dudu Georgescu                                          | FC Dinamo București                                          | 47    |
| 1977-78                                                                              | CSA Steaua București       | FC Argeș Pitești                | FC Politehnica Timișoara        | Dudu Georgescu                                          | FC Dinamo București                                          | 24    |
| 1978-79                                                                              | FC Argeș Pitești           | FC Dinamo București             | CSA Steaua București            | Marin Radu                                              | FC Argeș Pitești                                             | 22    |
| 1979-80                                                                              | Universitatea Craiova CS   | CSA Steaua București            | FC Argeș Pitești                | Septimiu Câmpeanu                                       | FC Universitatea Cluj                                        | 24    |
| 1980-81                                                                              | Universitatea Craiova CS   | FC Dinamo București             | FC Argeș Pitești                | Marin Radu                                              | FC Argeș Pitești                                             | 28    |
| 1981-82                                                                              | FC Dinamo București        | Universitatea Craiova CS        | FC Corvinul Hunedoara           | Anghel Iordănescu                                       | CSA Steaua București                                         | 20    |
| 1982-83                                                                              | FC Dinamo București        | Universitatea Craiova CS        | FC Sportul Studențesc București | Petre Grosu                                             | FC Bihor Oradea                                              | 20    |
| 1983-84                                                                              | FC Dinamo București        | CSA Steaua București            | Universitatea Craiova CS        | Marcel Coraș                                            | FC Sportul Studențesc București                              | 20    |
| 1984-85                                                                              | CSA Steaua București       | FC Dinamo București             | FC Sportul Studențesc București | Gheorghe Hagi                                           | FC Sportul Studențesc București                              | 20    |
| 1985-86                                                                              | CSA Steaua București       | FC Sportul Studențesc București | Universitatea Craiova CS        | Gheorghe Hagi                                           | FC Sportul Studențesc București                              | 31    |
| 1986-87                                                                              | CSA Steaua București       | FC Dinamo București             | Victoria București              | Rodion Cămătaru                                         | FC Dinamo București                                          | 44    |
| 1987-88                                                                              | CSA Steaua București       | FC Dinamo București             | Victoria București              | Victor Pițurcă                                          | CSA Steaua București                                         | 34    |
| 1988-89                                                                              | CSA Steaua București       | FC Dinamo București             | Victoria București              | Dorin Mateuț                                            | FC Dinamo București                                          | 43    |
| 1989-90                                                                              | FC Dinamo București        | CSA Steaua București            | Universitatea Craiova CS        | Gavril Balint                                           | CSA Steaua București                                         | 19    |
| 1990-91                                                                              | Universitatea Craiova CS   | CSA Steaua București            | FC Dinamo București             | Ovidiu Cornel Hanganu                                   | FC Corvinul Hunedoara                                        | 24    |
| 1991-92                                                                              | FC Dinamo București        | CSA Steaua București            | FC Electroputere Craiova        | Gábor Gerstenmájer                                      | FC Dinamo București                                          | 21    |
| 1992-93                                                                              | CSA Steaua București       | FC Dinamo București             | Universitatea Craiova CS        | Ilie Dumitrescu                                         | CSA Steaua București                                         | 24    |
| 1993-94                                                                              | CSA Steaua București       | Universitatea Craiova CS        | FC Dinamo București             | Gheorghe Craioveanu                                     | Universitatea Craiova CS                                     | 21    |
| 1994-95                                                                              | CSA Steaua București       | Universitatea Craiova CS        | FC Dinamo București             | Gheorghe Craioveanu                                     | Universitatea Craiova CS                                     | 27    |
| 1995-96                                                                              | CSA Steaua București       | FC Național București           | Rapid FC                        | Ion Vlădoiu                                             | CSA Steaua București                                         | 25    |
| 1996-97                                                                              | CSA Steaua București       | FC Național București           | FC Dinamo București             | Sabin Ilie                                              | CSA Steaua București                                         | 31    |
| 1997-98                                                                              | FC Steaua București        | Rapid FC                        | FC Argeș Pitești                | Constantin Barbu Vasile Oană                            | FC Argeș Pitești ACF Gloria Bistrita                         | 22    |
| 1998-99                                                                              | Rapid FC                   | FC Dinamo București             | FC Steaua București             | Ionel Ganea                                             | ACF Gloria Bistrita                                          | 28    |
| 1999-00                                                                              | FC Dinamo București        | Rapid FC                        | FC Steaua București             | Marian Savu                                             | FC Național București                                        | 20    |
| 2000-01                                                                              | FC Steaua București        | FC Dinamo București             | FC Brașov                       | Marius Niculae                                          | FC Dinamo București                                          | 20    |
| 2001-02                                                                              | FC Dinamo București        | FC Național București           | Rapid FC                        | Cătălin Cursaru                                         | FCM Bacău                                                    | 17    |
| 2002-03                                                                              | Rapid FC                   | FC Steaua București             | ACF Gloria Bistrita             | Claudiu Răducanu                                        | FC Steaua București                                          | 21    |
| 2003-04                                                                              | FC Dinamo București        | FC Steaua București             | Rapid FC                        | Ionel Dănciulescu                                       | FC Dinamo București                                          | 21    |
| 2004-05                                                                              | FC Steaua București        | FC Dinamo București             | Rapid FC                        | Claudiu Niculescu Gheorghe Bucur                        | FC Dinamo București FC Sportul Studențesc București          | 21    |
| 2005-06                                                                              | FC Steaua București        | Rapid FC                        | FC Dinamo București             | Ionuț Mazilu                                            | FC Sportul Studențesc București                              | 22    |
| 2006-07                                                                              | FC Dinamo București        | FC Steaua București             | FC CFR Cluj                     | Claudiu Niculescu                                       | FC Dinamo București                                          | 18    |
| 2007-08                                                                              | FC CFR Cluj                | FC Steaua București             | Rapid FC                        | Ionel Dănciulescu                                       | FC Dinamo București                                          | 21    |
| 2008-09                                                                              | FC Unirea Urziceni         | FC Timișoara                    | FC Dinamo București             | Gheorghe Bucur Florin Costea                            | FC Timișoara Universitatea Craiova CS                        | 17    |
| 2009-10                                                                              | FC CFR Cluj                | FC Unirea Urziceni              | FC Vaslui                       | Andrei Cristea                                          | FC Dinamo București                                          | 16    |
| 2010-11                                                                              | FC Oțelul Galați           | FC Timișoara                    | FC Vaslui                       | Ianis Zicu                                              | FC Timișoara                                                 | 18    |
| 2011-12                                                                              | FC CFR Cluj                | FC Vaslui                       | FC Steaua București             | Wesley Lopes da Silva                                   | FC Vaslui                                                    | 27    |
| 2012-13                                                                              | FC Steaua București        | CS Pandurii Târgu Jiu           | FC Petrolul Ploiești            | Raul Rusescu                                            | FC Steaua București                                          | 21    |
| 2013-14                                                                              | FC Steaua București        | FC Astra Giurgiu                | FC Petrolul Ploiești            | Liviu Antal                                             | FC Vaslui                                                    | 15    |
| 2014-15                                                                              | FC Steaua București        | ASA Tîrgu Mureș                 | FC CFR Cluj                     | Grégory Tadé                                            | FC CFR Cluj                                                  | 18    |
| 2015-16                                                                              | FC Astra Giurgiu           | FC Steaua București             | CS Pandurii Târgu Jiu           | Ioan Hora                                               | CS Pandurii Târgu Jiu                                        | 19    |
| 2016-17                                                                              | FCV Farul Constanţa        | FC FCSB                         | FC Dinamo București             | Azdren Llullaku                                         | CS Gaz Metan Mediaș                                          | 16    |
| 2017-18                                                                              | FC CFR Cluj                | FC FCSB                         | Universitatea Craiova CS        | George Țucudean                                         | FC CFR Cluj                                                  | 15    |
| 2018-19                                                                              | FC CFR Cluj                | FC FCSB                         | FCV Farul Constanţa             | George Țucudean                                         | FC CFR Cluj                                                  | 18    |
| 2019-20                                                                              | FC CFR Cluj                | Universitatea Craiova CS        | FC Astra Giurgiu                | Gabriel Iancu                                           | FC Viitorul Constanța                                        | 18    |
| 2020-21                                                                              | FC CFR Cluj                | FC FCSB                         | Universitatea Craiova CS        | Florin Tănase                                           | FCSB                                                         | 24    |
| 2021-22                                                                              | FC CFR Cluj                | FC FCSB                         | Universitatea Craiova CS        | Florin Tănase                                           | FCSB                                                         | 19    |
| 2022-23                                                                              | FCV Farul Constanța        | FC FCSB                         | CFR Cluj                        | Marko Dugandžić                                         | Rapid Bucuresti                                              | 22    |
| 2023-24                                                                              | FC FCSB                    | CFR Cluj                        | Universitatea Craiova CS        | Florinel Coman Philip Otele                             | FC FCSB CFR Cluj                                             | 18    |
| 2024-25                                                                              | FC FCSB                    | CFR Cluj                        | Universitatea Craiova CS        | Louis Munteanu                                          | CFR Cluj                                                     | 23    |

## Títulos por club
| Club                              | Títulos | Subtítulos | Años de los campeonatos |
| --------------------------------- | ------- | ---------- | --- |
| FC Steaua București               | 28      | 20         | 1951, 1952, 1953, 1956, 1960, 1961, 1968, 1976, 1978, 1985, 1986, 1987, 1988, 1989, 1993, 1994, 1995, 1996, 1997, 1998, 2001, 2005, 2006, 2013, 2014, 2015, 2024, 2025. |
| FC Dinamo București               | 18      | 20         | 1955, 1962, 1963, 1964, 1965, 1971, 1973, 1975, 1977, 1982, 1983, 1984, 1990, 1992, 2000, 2002, 2004, 2007.                                                             |
| AS Venus București                | 8       | -          | 1920, 1921, 1929, 1932, 1934, 1937, 1939, 1940. |
| CFR Cluj                          | 8       | 2          | 2008, 2010, 2012, 2018, 2019, 2020, 2021, 2022. |
| FC UTA Arad                       | 6       | 1          | 1947, 1948, 1950, 1954, 1969, 1970. |
| Chinezul Timișoara †              | 6       | -          | 1922, 1923, 1924, 1925, 1926, 1927. |
| U Craiova 1948 Club Sportiv       | 4       | 6          | 1974, 1980, 1981, 1991. |
| FC Petrolul Ploiesti              | 4       | 3          | 1930, 1958, 1959, 1966. |
| FC Ripensia Timișoara             | 4       | 2          | 1933, 1935, 1936, 1938. |
| FC Rapid București                | 3       | 14         | 1967, 1999, 2003. |
| Colentina A.C. București †        | 2       | 2          | 1913, 1914. |
| FC Arges Pitesti                  | 2       | 2          | 1972, 1979. |
| ASC Olympia București †           | 2       | 1          | 1910, 1911. |
| FCV Farul Constanţa               | 2       | -          | 2017, 2023. |
| Unirea Tricolor București †       | 1       | 2          | 1941 |
| CA Oradea                         | 1       | 2          | 1949 |
| United Ploiesti                   | 1       | 1          | 1912 |
| Colțea Brașov                     | 1       | 1          | 1928 |
| UD Reșița                         | 1       | 1          | 1931 |
| FC Unirea Urziceni †              | 1       | 1          | 2009 |
| FC Astra Giurgiu                  | 1       | 1          | 2016 |
| Prahova Ploiesti                  | 1       | -          | 1916 |
| Româno-Americană București †      | 1       | -          | 1915 |
| SC Oțelul Galați                  | 1       | -          | 2011 |
| Progresul FB București †          | -       | 3          | ----- |
| Victoria Cluj                     | -       | 3          | ----- |
| FC Politehnica Timisoara †        | -       | 2          | ----- |
| Bukarester FC †                   | -       | 2          | ----- |
| Vagonul Arad †                    | -       | 2          | ----- |
| CSM Jiul Petroșani                | -       | 2          | ----- |
| FC Sportul Studențesc București † | -       | 1          | ----- |
| FC Universitatea Cluj             | -       | 1          | ----- |
| FC Brasov                         | -       | 1          | ----- |
| FC Vaslui                         | -       | 1          | ----- |
| FC CFR Timișoara                  | -       | 1          | ----- |
| CA București †                    | -       | 1          | ----- |
| ASA Târgu Mureș (1962) †          | -       | 1          | ----- |
| ASA Tîrgu Mureș (2013) †          | -       | 1          | ----- |
| CS Pandurii Târgu Jiu             | -       | 1          | ----- |
| FC Carmen București               | -       | 1          | ----- |
| SG Sibiu †                        | -       | 1          | ----- |
| Gloria CFR Arad †                 | -       | 1          | ----- |
|                                   |         |            | |

- FC FCSB (Incluye CCA București)
- Rapid FC (Incluye CFR București y Locomotiva GR București)
- FC UTA (Incluye Flamura Roșie Arad)
- FC Politehnica Timisoara (Incluye Știința Timișoara y FC Timișoara)
- Progresul București (Incluye FC Național București)
- FC Petrolul Ploiești (Incluye Juventus București)
- Victoria Cluj (Incluye România Cluj)
- Vagonul Arad (Incluye AMEF)
- CSM Jiul Petroșani (Incluye UCAS y Jiul Lupeni)
- † Equipo desaparecido.

### Títulos por ciudades
Campeones rumanos por ciudades.
| Ciudad      | Títulos | Clubes campeones |
| ----------- | ------- | --- |
| București   | 61      | FC FCSB (27), FC Dinamo (18), AS Venus (7), Rapid FC (3), Colentina AC (2), ASC Olympia (2), Unirea Tricolor (1), Româno-Americană (1), |
| Timișoara   | 10      | Chinezul (6), FC Ripensia (4) |
| Cluj-Napoca | 8       | CFR (8) |
| Arad        | 6       | FC UTA (6) |
| Ploiești    | 6       | FC Petrolul (4), United Ploiești (1), Prahova (1)                                                                                       |
| Craiova     | 4       | U Craiova 1948 (4) |
| Pitești     | 2       | FC Argeș (2) |
| Brașov      | 1       | Colțea (1) |
| Oradea      | 1       | ICO Oradea (1) |
| Reșița      | 1       | UD Reșița (1) |
| Urziceni    | 1       | FC Unirea (1) |
| Galați      | 1       | FC Oțelul (1) |
| Giurgiu     | 1       | FC Astra (1) |

## Clasificación histórica
La clasificación computa dos puntos por victoria, uno por empate. Incluye los partidos desde la temporada 1932 hasta finalizada la temporada 2013/14. Los equipos en negrita disputaron la temporada 2023/24 de la Liga I. Los clubes en cursiva son equipos desaparecidos.
| N.º | Club                                                   | Temp. | P.J. | P.G. | P.E. | P.P. | G.F. | G.C. | Dif.G | Puntos |
| --- | ------------------------------------------------------ | ----- | ---- | ---- | ---- | ---- | ---- | ---- | ----- | ------ |
| 1   | Steaua București                                       | 66    | 2012 | 1118 | 464  | 430  | 3829 | 2030 | +1799 | 2700   |
| 2   | Dinamo București                                       | 65    | 1982 | 1092 | 434  | 456  | 3840 | 2135 | +1705 | 2618   |
| 3   | Rapid București                                        | 65    | 1864 | 846  | 431  | 587  | 2922 | 2213 | +709  | 2123   |
| 4   | Universitatea Craiova                                  | 46    | 1492 | 660  | 323  | 509  | 2216 | 1727 | +489  | 1643   |
| 5   | Petrolul Ploiești                                      | 56    | 1593 | 612  | 365  | 616  | 2206 | 2124 | +82   | 1589   |
| 6   | Argeș Pitești                                          | 44    | 1404 | 571  | 276  | 557  | 1846 | 1797 | +49   | 1418   |
| 7   | Universitatea Cluj                                     | 55    | 1574 | 544  | 328  | 702  | 2040 | 2435 | -395  | 1416   |
| 8   | FC Brașov                                              | 45    | 1395 | 524  | 304  | 567  | 1732 | 1799 | -67   | 1352   |
| 9   | FC Politehnica Timișoara                               | 44    | 1336 | 508  | 321  | 507  | 1782 | 1839 | -57   | 1337   |
| 10  | FCM Bacău                                              | 42    | 1319 | 489  | 262  | 568  | 1538 | 1809 | -271  | 1240   |
| 11  | Farul Constanța                                        | 42    | 1299 | 473  | 260  | 566  | 1577 | 1840 | -263  | 1206   |
| 12  | Sportul Studențesc București                           | 36    | 1154 | 435  | 256  | 463  | 1569 | 1575 | -6    | 1126   |
| 13  | UTA Arad                                               | 38    | 1072 | 420  | 244  | 408  | 1602 | 1522 | +80   | 1084   |
| 14  | Jiul Petroșani                                         | 41    | 1197 | 402  | 250  | 545  | 1403 | 1845 | -442  | 1054   |
| 15  | Național București                                     | 32    | 945  | 379  | 189  | 377  | 1353 | 1324 | +29   | 947    |
| 16  | Oțelul Galați                                          | 26    | 860  | 354  | 169  | 337  | 1072 | 1070 | +2    | 877    |
| 17  | Politehnica Iași                                       | 28    | 881  | 297  | 187  | 397  | 1029 | 1265 | -236  | 781    |
| 18  | Gloria Bistrița                                        | 22    | 724  | 269  | 133  | 322  | 903  | 1003 | -100  | 671    |
| 19  | CFR Cluj                                               | 19    | 610  | 248  | 172  | 190  | 792  | 734  | +58   | 668    |
| 20  | Asociația Sportivă a Armatei Târgu Mureș               | 21    | 690  | 251  | 109  | 330  | 817  | 1025 | -208  | 611    |
| 21  | Astra Giurgiu                                          | 11    | 362  | 142  | 97   | 123  | 487  | 395  | +92   | 523    |
| 22  | Corvinul Hunedoara                                     | 17    | 562  | 210  | 98   | 254  | 831  | 881  | -50   | 518    |
| 23  | Ceahlăul Piatra Neamț                                  | 17    | 562  | 196  | 125  | 241  | 664  | 793  | -129  | 517    |
| 24  | Bihor Oradea                                           | 18    | 572  | 181  | 118  | 273  | 683  | 893  | -210  | 480    |
| 25  | CSM Reșița                                             | 16    | 482  | 154  | 103  | 225  | 666  | 890  | -224  | 411    |
| 26  | CA Oradea                                              | 17    | 378  | 145  | 80   | 153  | 633  | 635  | -2    | 370    |
| 27  | FC Vaslui                                              | 9     | 302  | 137  | 78   | 87   | 393  | 303  | +90   | 352    |
| 28  | Olt Scornicești                                        | 11    | 373  | 137  | 64   | 172  | 424  | 546  | -122  | 338    |
| 29  | Unirea Tricolor București (Dinamo Brașo / Dinamo Cluj) | 16    | 347  | 128  | 78   | 141  | 625  | 669  | -44   | 334    |
| 30  | Chimia Râmnicu Vâlcea                                  | 10    | 340  | 121  | 64   | 155  | 368  | 533  | -165  | 306    |
| 31  | Pandurii Târgu Jiu                                     | 9     | 302  | 102  | 77   | 123  | 329  | 356  | -27   | 281    |
| 32  | CFR Timișoara                                          | 11    | 273  | 104  | 70   | 99   | 406  | 392  | +14   | 278    |
| 33  | Inter Sibiu                                            | 8     | 272  | 110  | 47   | 115  | 358  | 376  | -18   | 267    |
| 34  | Chindia Târgoviște                                     | 9     | 298  | 95   | 64   | 139  | 312  | 469  | -157  | 254    |
| 35  | Venus București                                        | 9     | 178  | 106  | 35   | 37   | 491  | 243  | +248  | 247    |
| 36  | Gaz Metan Mediaș                                       | 9     | 290  | 82   | 80   | 128  | 319  | 447  | -128  | 244    |
| 37  | Ripensia Timișoara                                     | 9     | 178  | 107  | 27   | 44   | 498  | 266  | +232  | 241    |
| 38  | CS Târgu Mureș                                         | 10    | 241  | 85   | 46   | 110  | 360  | 418  | -58   | 216    |
| 39  | FC Baia Mare                                           | 7     | 230  | 83   | 35   | 112  | 267  | 370  | -103  | 201    |
| 40  | Unirea Urziceni                                        | 5     | 170  | 74   | 47   | 49   | 199  | 162  | +37   | 195    |
| 41  | Vagonul Arad                                           | 9     | 184  | 76   | 31   | 77   | 318  | 323  | -5    | 183    |
| 42  | Olimpia Satu Mare                                      | 7     | 222  | 69   | 40   | 113  | 223  | 363  | -140  | 178    |
| 43  | Victoria București                                     | 5     | 169  | 70   | 33   | 66   | 242  | 251  | -9    | 173    |
| 44  | Gloria Buzău                                           | 7     | 238  | 64   | 45   | 129  | 236  | 403  | -167  | 173    |
| 45  | Gloria Arad                                            | 8     | 156  | 59   | 31   | 66   | 296  | 332  | -36   | 149    |
| 46  | Victoria Cluj                                          | 8     | 154  | 61   | 23   | 70   | 266  | 294  | -28   | 145    |
| 47  | Extensiv Craiova (Electroputere Craiova)               | 5     | 170  | 54   | 36   | 80   | 171  | 213  | -42   | 144    |
| 48  | Dacia Unirea Brăila                                    | 6     | 178  | 54   | 30   | 94   | 193  | 328  | -135  | 138    |
| 49  | Flacăra Moreni                                         | 4     | 136  | 53   | 23   | 60   | 180  | 198  | -18   | 129    |
| 50  | Dunărea Galați                                         | 5     | 170  | 44   | 32   | 94   | 174  | 310  | -136  | 120    |
| 51  | Chinezul Timișoara                                     | 6     | 120  | 46   | 21   | 53   | 281  | 288  | -7    | 113    |
| 52  | Crișana Oradea                                         | 6     | 110  | 40   | 20   | 50   | 199  | 232  | -33   | 100    |
| 53  | Concordia Chiajna                                      | 3     | 102  | 30   | 27   | 45   | 105  | 148  | -43   | 87     |
| 54  | Foresta Fălticeni                                      | 3     | 98   | 24   | 27   | 47   | 102  | 145  | -43   | 75     |
| 55  | Minerul Lupeni                                         | 4     | 101  | 30   | 15   | 56   | 106  | 207  | -101  | 75     |
| 56  | FC Ploiești                                            | 5     | 102  | 28   | 16   | 58   | 131  | 255  | -124  | 72     |
| 57  | Unirea Alba Iulia                                      | 3     | 94   | 24   | 21   | 49   | 93   | 171  | -78   | 69     |
| 58  | Phoenix Baia Mare                                      | 3     | 62   | 26   | 11   | 25   | 96   | 106  | -10   | 63     |
| 59  | ASA Târgu Mureș (2013)                                 | 2     | 68   | 20   | 20   | 28   | 68   | 88   | -20   | 60     |
| 60  | Ciocanul București                                     | 2     | 56   | 24   | 10   | 22   | 100  | 87   | +13   | 58     |
| 61  | Viitorul Constanța                                     | 2     | 68   | 18   | 22   | 28   | 74   | 107  | -33   | 58     |
| 62  | Rocar București                                        | 2     | 64   | 25   | 6    | 33   | 93   | 108  | -15   | 56     |
| 63  | FC Onești                                              | 2     | 68   | 21   | 6    | 41   | 93   | 159  | -66   | 48     |
| 64  | CA Câmpulung Moldovenesc                               | 2     | 33   | 15   | 10   | 8    | 50   | 31   | +19   | 40     |
| 65  | Siderurgistul Galați                                   | 2     | 52   | 13   | 10   | 29   | 62   | 104  | -42   | 36     |
| 66  | CS Mioveni                                             | 2     | 68   | 9    | 16   | 43   | 46   | 120  | -74   | 34     |
| 67  | Carmen București                                       | 1     | 26   | 14   | 5    | 7    | 90   | 44   | +46   | 33     |
| 68  | Metalul Câmpia Turzii                                  | 2     | 48   | 7    | 19   | 22   | 46   | 86   | -40   | 33     |
| 69  | Gloria CFR Galați                                      | 2     | 46   | 13   | 7    | 26   | 54   | 100  | -46   | 33     |
| 70  | FC Botoșani                                            | 1     | 34   | 12   | 7    | 15   | 36   | 52   | -16   | 31     |
| 71  | CAM Timișoara                                          | 2     | 34   | 12   | 7    | 15   | 54   | 76   | -22   | 31     |
| 72  | Ferar Cluj                                             | 1     | 26   | 13   | 4    | 9    | 44   | 29   | +15   | 30     |
| 73  | ACS Poli Timișoara                                     | 1     | 34   | 10   | 8    | 16   | 26   | 42   | -16   | 28     |
| 74  | Săgeata Năvodari                                       | 1     | 34   | 10   | 8    | 16   | 32   | 54   | -22   | 28     |
| 75  | Internațional Curtea de Argeș                          | 1     | 34   | 10   | 6    | 18   | 32   | 49   | -17   | 26     |
| 76  | Dermata Cluj                                           | 1     | 30   | 7    | 11   | 12   | 41   | 50   | -9    | 25     |
| 77  | CS Turnu Severin                                       | 1     | 34   | 7    | 11   | 16   | 36   | 47   | -11   | 25     |
| 78  | CSM Suceava                                            | 1     | 34   | 10   | 5    | 19   | 36   | 69   | -33   | 25     |
| 79  | FC Craiova                                             | 2     | 50   | 10   | 5    | 35   | 61   | 171  | -110  | 25     |
| 80  | Mica Brad                                              | 1     | 24   | 12   | 0    | 12   | 51   | 43   | +8    | 24     |
| 81  | Voința Sibiu                                           | 1     | 34   | 8    | 8    | 18   | 24   | 45   | -21   | 24     |
| 82  | Șoimii Sibiu                                           | 3     | 48   | 5    | 12   | 31   | 42   | 131  | -89   | 22     |
| 83  | Victoria Brănești                                      | 1     | 34   | 5    | 10   | 19   | 35   | 61   | -26   | 20     |
| 84  | CSMS Iași                                              | 1     | 34   | 7    | 5    | 22   | 31   | 50   | -19   | 19     |
| 85  | CS Otopeni                                             | 1     | 34   | 5    | 7    | 22   | 32   | 54   | -22   | 17     |
| 86  | Viitorul București                                     | 1     | 14   | 6    | 3    | 5    | 33   | 26   | +7    | 15     |
| 87  | Vulturii Textila Lugoj                                 | 1     | 18   | 6    | 2    | 10   | 24   | 41   | -17   | 14     |
| 88  | Metalochimic București                                 | 1     | 26   | 5    | 4    | 17   | 50   | 80   | -30   | 14     |
| 89  | UM Timișoara                                           | 1     | 30   | 3    | 6    | 21   | 24   | 71   | -47   | 12     |
| 90  | Corona Brașov                                          | 1     | 34   | 2    | 8    | 24   | 20   | 69   | -49   | 12     |
| 91  | Aripile CFR Brașov                                     | 1     | 18   | 4    | 3    | 11   | 26   | 45   | -19   | 11     |
| 92  | Prahova Ploiești                                       | 1     | 26   | 5    | 1    | 20   | 26   | 97   | -71   | 11     |
| 93  | Avântul Reghin                                         | 1     | 24   | 3    | 3    | 18   | 19   | 57   | -38   | 9      |
| 94  | Dragoș Vodă Cernăuți                                   | 1     | 18   | 4    | 0    | 14   | 26   | 57   | -31   | 8      |
| 95  | Brașovia Brașov                                        | 2     | 26   | 1    | 3    | 22   | 28   | 85   | -57   | 5      |
| 96  | Mureșul Târgu Mureș                                    | 1     | 14   | 1    | 2    | 11   | 15   | 53   | -38   | 4      |
| 97  | CSU Craiova                                            | 0     | 0    | 0    | 0    | 0    | 0    | 0    | 0     | 0      |

## Estadísticas

### Jugadores con más partidos disputados
| Jugador | Jugador            | Periodo | Club                                                | Juegos |
| ------- | ------------------ | ------- | --------------------------------------------------- | ------ |
| 1       | Ionel Dănciulescu  | 1993–14 | Electroputere Craiova, Dinamo, Steaua               | 515    |
| 2       | Costică Ștefănescu | 1968–88 | Steaua, Craiova, Brașov                             | 490    |
| 3       | Florea Ispir       | 1969–88 | ASA Târgu Mureș                                     | 485    |
| 4       | László Bölöni      | 1971–88 | ASA Târgu Mureș, Steaua                             | 484    |
| 5       | Costel Câmpeanu    | 1987–05 | Bacău, Dinamo, Bistrița, Național, Ceahlăul         | 470    |
| 6       | Petre Marin        | 1993–12 | Sportul, Național, Rapid, Steaua, Urziceni, Chiajna | 468    |
| 7       | Paul Cazan         | 1972–88 | Sportul                                             | 465    |
| 8       | Cornel Dinu        | 1966–83 | Dinamo                                              | 454    |
| 9       | Constantin Stancu  | 1976–90 | Argeș                                               | 447    |
| 10      | Ion Dumitru        | 1967–88 | Rapid, Steaua, Timișoara, U. Craiova                | 442    |

### Máximos goleadores
| Jugador | Jugador           | Periodo | Club                                                           | Goles        |
| ------- | ----------------- | ------- | -------------------------------------------------------------- | ------------ |
| 1       | Dudu Georgescu    | 1970–87 | Progresul, Reșița, Dinamo, Bacău, Gloria Buzău, Flacăra Moreni | 252 (Ø 0,68) |
| 2       | Ionel Dănciulescu | 1993–14 | Electroputere Craiova, Dinamo, Steaua                          | 214 (Ø 0,41) |
| 3       | Rodion Cămătaru   | 1974–89 | Craiova, Dinamo                                                | 198 (Ø 0,52) |
| 4       | Marin Radu        | 1974–89 | Argeș, Olt Scornicești, Steaua, Sibiu                          | 190 (Ø 0,49) |
| 5       | Florea Dumitrache | 1966–83 | Dinamo, Jiul, Corvinul                                         | 170 (Ø 0,47) |
| 5       | Ion Oblemenco     | 1963–77 | Rapid, Craiova                                                 | 170 (Ø 0,62) |
| 7       | Mircea Sandu      | 1970–87 | Național, Sportul                                              | 167 (Ø 0,41) |
| 8       | Victor Pițurcă    | 1975–89 | Olt Scornicești, Steaua                                        | 166 (Ø 0,55) |
| 9       | Mihai Adam        | 1962–76 | U Cluj, Vagonul Arad, CFR Cluj                                 | 160 (Ø 0,45) |
| 10      | Titus Ozon        | 1947–64 | Unirea Tricolor, Dinamo, Brașov, Național, Rapid               | 157 (Ø 0,58) |